# Zacompsa pedestris
Zacompsa pedestris är en insektsart som beskrevs av Boris Petrovich Uvarov 1953. Zacompsa pedestris ingår i släktet Zacompsa och familjen gräshoppor. Inga underarter finns listade i Catalogue of Life.

## Bildgalleri

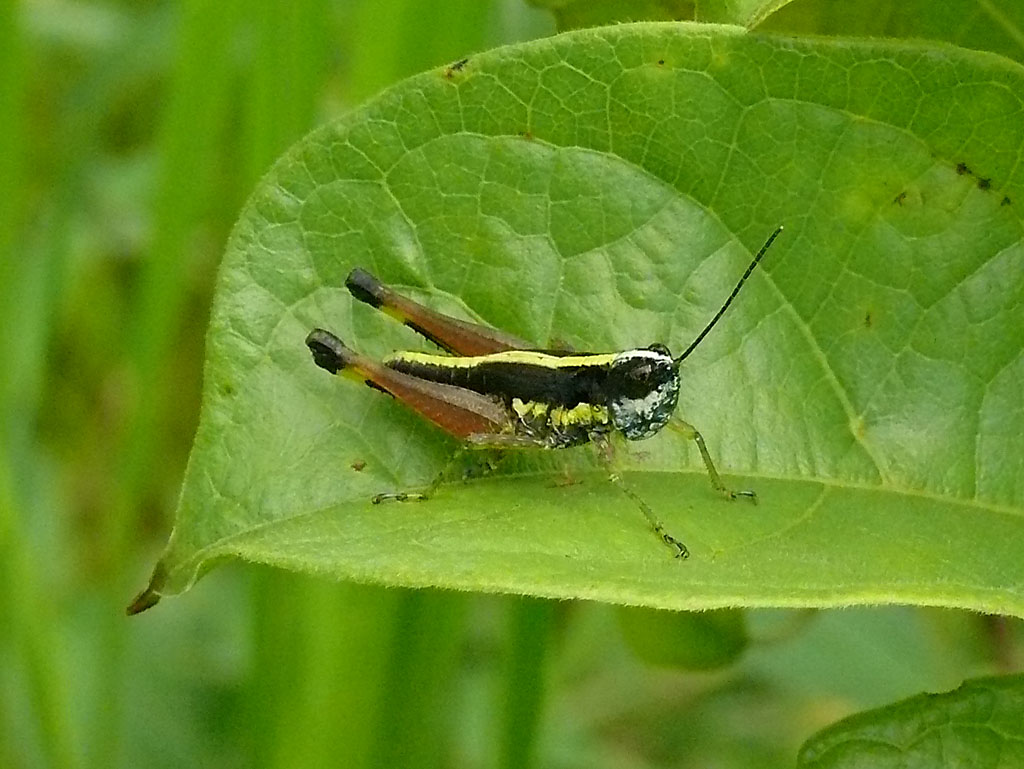
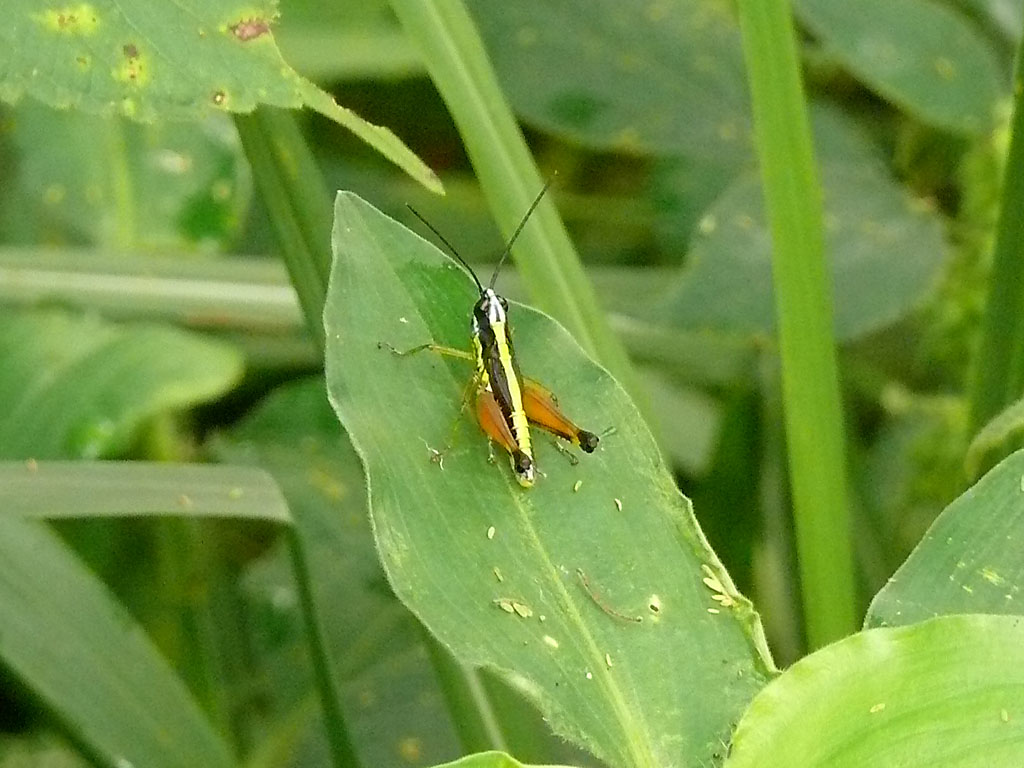